# Lil Jon
Jonathan Smith  (n. 17 ianuarie 1971), cunoscut mai bine după numele scenic Lil Jon, este un rapper, producător muzical, și DJ american. Este considerat creatorul subgenului hip-hop crunk.
Lil Jon s-a născut și a crescut în Atlanta, Georgia și a absolvit Douglass High School în 1989. A lucrat pentru So So Def între anii 1993 și 2000. În 2013 Lil Jon a colaborat pentru prima dată cu un muzician român, cu DJ Hidrro pentru piesa "Electric Vodka". Pe data de 7 octombrie 2014 lansează o nouă colaborare alături de producătorul muzical DJ Hidrro intitulată "Middle Finger (Down Low)". În anul 2016 pe data de 1 februarie lansează primul single oficial făcut împreună cu producătorul român DJ Hidrro intitulat "#GFU" (Get Fucked Up).

## Discografie
Solo
- 2010: Crunk Rock

cu The East Side Boyz
- 1997: Get Crunk, Who U Wit: Da Album
- 2000: We Still Crunk!!
- 2001: Put Yo Hood Up
- 2002: Kings of Crunk
- 2004: Crunk Juice

## Jocuri video
- Tony Hawk's American Wasteland
- 25 To Life (cameo appearance)
- Def Jam: Icon
- Need for Speed: Underground "Get Low (song)" song is featured in this game;
- Def Jam: Icon "Get Low (song)" song featured in this game;
- Dance Central 3 "Get Low (song)" song featured in this game;

## Filmografie
- 2004: Soul Plane
- 2005: Boss'n Up
- 2005: Hip-Hop Honeys: Las Vegas
- 2006: Date Movie
- 2006: Scary Movie 4
- 2007: Class of 3000
- 2008: Smoke and Mirrors
- 2009: Pimp My Ride International
- 2010: Freaknik: The Musical (voice only)
- 2011: Celebrity Apprentice 4
- 2013: Celebrity Apprentice 6

## Apariții TV
- Chappelle's Show (2004)
- Wild 'n Out (2006)
- Ridiculousness (2012)
- Celebrity Apprentice (Season 11 (2011) and All Stars (2013))
- The Jenny McCarthy Show (2013)
- The Andy Milonakis Show (Season 1 Episode 1 (2005))